# Les Haïdamaques (poème)

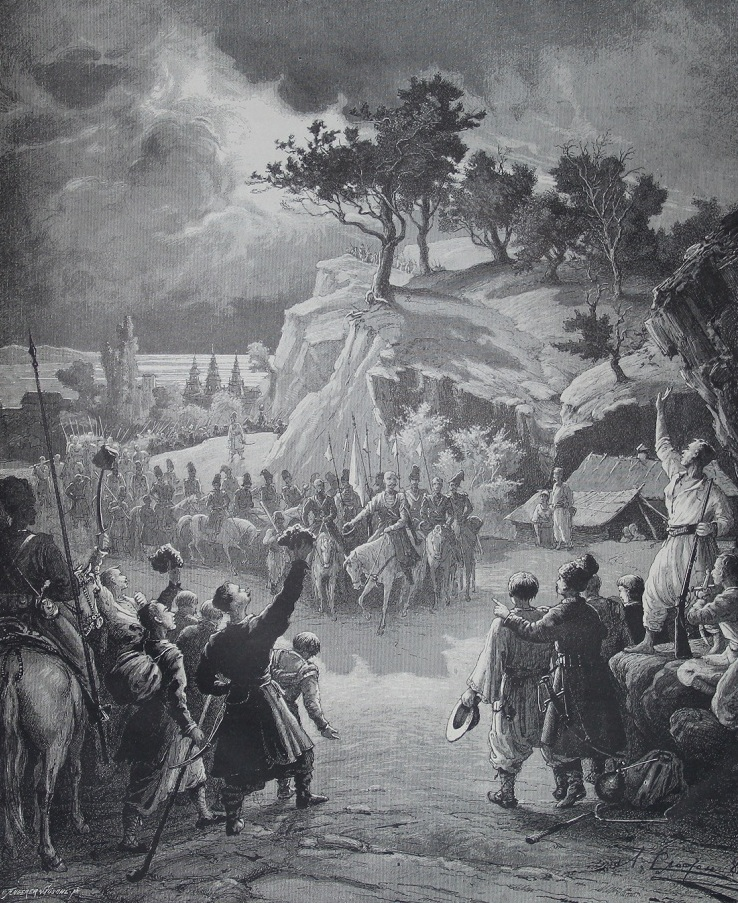
Une illustration du poème par Opanas Slastion, 1886

Les Haïdamaques (en ukrainien : Гайдамаки), également translittéré en Hajdamaky , Haydamaki , ou en Haydamaks est un poème épique de Taras Chevtchenko sur la Kolyivchtchyna, révolte de cosaques Haïdamaks dirigée par Maksym Zalizniak et Ivan Gonta.
Le poème a été écrit vers 1839-1841 et publié pour la première fois dans son intégralité dans un livret à Saint-Pétersbourg en 1841. Il est dédié à son ami artiste Vasyl Ivanovych Hryhorovych. Il est inclus dans les éditions ultérieures du recueil de poésie classique Kobzar.

## Structure
Le poème se compose d'une introduction, de 11 chapitres principaux, d'un « Épilogue », d'une préface en prose et de « Préceptes ». L'introduction et l'« Épilogue » constituent le cadre de composition du poème. Dans l'introduction, le poète déclare son intention idéologique de glorifier les Haïdamaks. Il affirme ici l'idée de la nationalité de la littérature et le droit de la littérature ukrainienne à exister et à se développer.

## Trame littéraire
L'histoire comporte deux intrigues entrelacées : le développement et le déroulement du soulèvement appelé Koliivshchyna et l'histoire de la vie de Yarema.

## Dans la culture populaire
- Le groupe Haydamaky tire son nom du poème et a sorti un album intitulé Kobzar[4].